# Federația Albaneză de Fotbal
Federația Albaneză de Fotbal (în albaneză: Federata Shqiptare e Futbollit; FSHF) este forul conducător al fotbalului albanez. Organizează Kategoria superiore și Echipa națională de fotbal a Albaniei.